# Pseudowiskacz
Pseudowiskacz (Octomys) – rodzaj ssaków z rodziny koszatniczkowatych (Octodontidae). 

## Rozmieszczenie geograficzne
Rodzaj obejmuje jeden występujący współcześnie gatunek oraz jeden wymarły występujące w Argentynie.

## Morfologia
Długość ciała (bez ogona) 140–330 mm, długość ogona 105–179 mm, długość ucha 21,4–27,4 mm, długość tylnej stopy 32,2–36,6 mm; masa ciała około 95,8 g. 

## Systematyka
Rodzaj zdefiniował w 1920 roku angielski zoolog Oldfield Thomas w artykule poświęconym ssakom z okolic Tinogasta w Catamarce, zebranych przez Budina, opublikowanym w czasopiśmie The Annals and magazine of natural history.

### Etymologia
Octmys: łac. octo ‘osiem’; gr. μυς mus, μυος muos ‘mysz’.

### Podział systematyczny
Do rodzaju należą następujące współczesne gatunki:
| Grafika | Gatunek        | Autor i rok opisu                                                    | Nazwa zwyczajowa      | Podgatunki         | Rozmieszczenie geograficzne                                  | Podstawowe wymiary                            | Status IUCN |
| ------- | -------------- | -------------------------------------------------------------------- | --------------------- | ------------------ | ------------------------------------------------------------ | --------------------------------------------- | ----------- |
|         | Octomys mimax  | O. Thomas, 1920                                                      | pseudowiskacz stokowy | gatunek monotypowy | Catamarca, La Rioja, San Juan, San Luiz i Mendoza, Argentyna | DC: 14–33 cm DO: 10,5–17,9 cm MC: około 96 kg | LC          |
|         | Octomys rosiae | Verzi, Olivares, De Santi, C.C. Morgan, J.M. López & Chiavazza, 2023 |                       | gatunek monotypowy | Mendoza, Argentyna                                           | brak danych                                   | NE          |

Kategorie IUCN:  LC  – gatunek najmniejszej troski;  NE  – gatunki niepoddane jeszcze ocenie.